# Gaspare Polizzi
Pour les articles homonymes, voir Polizzi (homonymie).
 (mai 2020).
Gaspare Polizzi (né le 26 février 1955 à Trapani) est un historien italien de la philosophie et des sciences.

## Biographie
Après avoir obtenu son diplôme au lycée L. Ximenes de Trapani, Gaspare Polizzi étudie à l'université de Florence où il obtient son diplôme de philosophie avec Paolo Rossi, en présentant en 1977 une thèse avec le titre Notes de critique de l'épistémologie : les théories physiques et Gaston Bachelard.
Dans la même université, il a ensuite obtenu un diplôme de philologie romane auprès de D'Arco Silvio Avalle, avec une dissertation sur les recherches philosophiques et linguistiques de Louis Couturat, intitulée Un projet de langue internationale au début du XXe siècle (1983).
Il a ensuite obtenu son doctorat à l'université de Padoue (directeur de dissertation Umberto Curi) avec la thèse La Genèse de l'anthropologie négative dans la pensée de Giacomo Leopardi : la conception de l'humain, entre utopie et désenchantement (2008).
Il a longtemps enseigné la philosophie et l'histoire dans les lycées. Depuis 2015, il a été détaché auprès du Ministère italien de l'éducation nationale, à Rome, en qualité de conseiller pour la mise en œuvre de l'autonomie des écoles et en particulier pour la formation du personnel enseignant.
Il est membre du conseil d'administration national et vice-président de la Société philosophique italienne (SFI), académicien ordinaire de l'Accademia delle arti e del disegno, vice-président de la Classe des disciplines humanistes et scientifiques et membre du comité scientifique du Centre national d'études léopardiennes.
Il est membre du comité scientifique de « Dialogica », série de philosophie et de sciences humaines des Edizioni ETS de Pise, des revues Appunti Leopardiani, Bachelard Studies/Études bachelardiennes/Studi Bachelardiani, « Bachelardiana », de « Duhemiana », des « Quaderni del Circolo Rosselli » et du comité consultatif de « Iride ». Il est aussi rédacteur de la Comunicazione Filosofica (revue télématique de la SFI).Il est membre du comité éditorial du International Journal of Education, Culture and Society.
Il est journaliste publiciste : il a collaboré avec les journaux L'Unità et Il Manifesto, il collabore avec le supplément du dimanche de Il Sole 24 Ore et est chroniqueur du Corriere Fiorentino, encart toscan du Corriere della Sera.

Depuis 2019, il enseigne la pédagogie générale et sociale dans le cadre du cours d'étude des disciplines du spectacle et de la communication à l'université de Pise.
Déjà au lycée et à l'université, il était attiré par la convergence entre littérature, science et philosophie. Grâce à ses professeurs, Paolo Rossi et Michel Serres, il a cultivé des études convergentes, à commencer par Gaston Bachelard, épistémologue et historien des sciences.
Il a trouvé ensuite chez Giacomo Leopardi une synthèse entre les connaissances scientifiques, philologiques et philosophiques et la pratique littéraire et poétique.

## Domaines de recherche
Il est l'un des principaux spécialistes en Italie de l'œuvre de Gaston Bachelard (sur laquelle il a écrit plusieurs essais, dont le dernier est La filosofia di Gaston Bachelard. Tempi, spazi, elementi, Pise, ETS, 2015) et Michel Serres. Il a récemment édité, avec Mario Porro, une anthologie sur l'œuvre de Serres : Michel Serres, Milano, Marcos y Marcos, 2015 et a édité dans le 2021 une nouvelle édition italienne de Rome. Le livre des fondations
Il a notamment étudié la philosophie française des sciences, écrivant des essais sur Henri Poincaré, Émile Boutroux, Henri Bergson, Paul Valéry.
Parmi ses intérêts de recherche figure également la pensée d'Imre Toth, en particulier pour les recherches de celui-ci sur l'histoire des géométries non euclidiennes : Imre Toth, "Deus fons veritatis" : le sujet et sa liberté, en témoigne. Le fondement ontique de la vérité mathématique. Entretien biographique et théorique de Gaspare Polizzi, dans "Iride", XVII, n. 43, septembre-décembre 2004, p. 491-544.
Il est également un spécialiste de l'œuvre de Giacomo Leopardi, qu'il a traitée en six volumes, en référence à sa philosophie de la nature, sa conception de la science, son éducation et l'image de la science à la fin du XVIIIe siècle. Le premier livre - Leopardi et "le ragioni della verità". Scienza e filosofia della natura negli scritti di Leopardi, avec une préface de Remo Bodei (2003) - a reçu une mention spéciale au Prix philosophique de la ville de Syracuse pour l'année 2005; tout aussi remarquable[réf. souhaitée] est le libre Io sono quella che tu fuggi. Leopardi e la natura (2015).
Ses dernieres livres sur Leopardi, écrit en collaboration avec le physicien théoricien Giuseppe Mussardo, est L'infinita scienza di Leopardi, Scienza Express, Trieste, 2019 et Corporeità e natura in Leopardi, Milano-Udine 2023. Il est réalisateur de la série "Leopardiana" pour l'éditeur Mimesis, Milano-Udine.
En 2021 il a édité, avec Valentina Sordoni, un texte inédit de Giacomo Leopardi, le Compendio di storia naturale e nel 2023 il a publié Corporeità e natura chez Leopardi. Le 16 septembre 2023, il a donné une conférence au Festival de Philosophie de Modena, Carpi, Sassuolo (https://www.youtube.com/watch?v=1BGo2KcwOWY&t=498s).  

## Monographies
- (it) Scienza ed epistemologia in Francia (1900-1970), Turin, année=1979, Loescher.
- (it) Forme di sapere e ipotesi di traduzione : materiali per una storia dell'epistemologia francese, Milan, Franco Angeli, 1984.
- (it) Michel Serres. Per una filosofia dei corpi miscelati, Naples, Liguori, 1990.
- (it) La filosofia attraverso i testi : profili temi autori, Turin, année=1996., Loescher(avec Lydia Tornatore, Pietro Antonio Ferrisi, Enzo Ruffaldi.)
- (it) La ragione come strumento : pragmatismo: fatti e linguaggio, Naples, Loffredo, 1999.
- (it) Tra Bachelard e Serres. Aspetti dell’epistemologia francese del Novecento, Messine, Armando Siciliano editore, 2003.
- (it) Leopardi e “le ragioni della verità”. Scienze e filosofia della natura negli scritti leopardiani  (préf. Remo Bodei), Rome, Carocci editore, 2003. —  (mention spéciale au prix philosophique "Ville de Syracuse" pour l'année 2005.)
- (it) Galileo in Leopardi, Le Lettere, Florence, 2007.
- (it) «…per le forze eterne della materia». Natura e scienza in Giacomo Leopardi, Milan, Franco Angeli, 2008.
- (it) Giacomo Leopardi: la concezione dell’umano tra utopia e disincanto, Milan-Udine, Mimesis, 2011 —  (mention spéciale au prix philosophique "Ville de Syracuse" pour l'année 2011).
- (it) La filosofia di Gaston Bachelard. Tempi, spazi, elementi, Pise, Edizioni ETS, 2015.
- (it) Io sono quella che tu fuggi. Leopardi e la natura, Rome, Edizioni di Storia e Letteratura, 2015.
- (it) Michel Serres, Genesi : a cura di Gaspare Polizzi, Gênes, Il melangolo, 1988.
- (it) Henri Poincaré, Il valore della scienza : a cura di Gaspare Polizzi, Florence, La Nuova Italia, 1994.
- (it) Michel Serres, Tempo di crisi : a cura di Gaspare Polizzi, Turin, Bollati Boringhieri, 2010.
- (it) Tornare a Gramsci. Una cultura per l’Italia, Grottaferrata (Rome), Avverbi editore, 2010.
- (it) Michel Serres, Non è un mondo per vecchi. Perché i ragazzi rivoluzionano il sapere : a cura di Gaspare Polizzi, Turin, Bollati Boringhieri, 2013.
- (it) Michel Serres et Mario Porro, Riga 35, Milan, Marcos y Marcos, 2015.
- (it) Émile Boutroux, Contingenza e leggi della natura : a cura di Gaspare Polizzi, Milan-Udine, Mimesis edizioni, 2016.
- (it) Un secolo di filosofia attraverso i congressi della S.F.I. 1906 – 2013, Acireale-Rome, Gruppo Editoriale Bonanno s.r.l., 2016 —  (en collaboration avec Mario Quaranta.)
- (it) La filosofia del Novecento. Autori e metodi : a cura di Gaspare Polizzi, Pise, Edizioni ETS, 2019.
- (it) L'infinita scienza di Leopardi, Trieste, Scienza Express, 2019 (ISBN 978-88-96973-80-6, présentation en ligne).  —   (en collaboration avec Giuseppe Mussardo.)
- (it) Tra cielo e terra. In viaggio con Dante Alighieri e Marco Polo, Bari, Edizioni Dedalo, 2021 (ISBN 9788822063403, présentation en ligne).  —   (en collaboration avec Giuseppe Mussardo.) (english edition: Sky and Earth. Travelling with Dante Alighieri and Marco Polo, Springer, Cham (Switzerland), 2023[19]

- Corporeità e natura in Leopardi, Milano-Udine, Mimesis, 2023  (ISBN 9788857598918)
- G. Leopardi, Compendio di Storia Naturale. Con l'aggiunta del Saggio di chimica e storia naturale del 1812 : a cura di G. Polizzi e V. Sordoni, Milano-Udine, Mimesis Edizioni, 2021 (ISBN 9788857577067, présentation en ligne)
- E. Rignano, Scritti sulla guerra e sul problema della pace, a cura di Gaspare Polizzi, Pisa, ETS Edizioni, 2022  (ISBN 9788846760678)
- R. Bodei, Leopardi e la filosofia, a cura di Gabriella Giglioni e Gaspare Polizzi, Mimesis Edizioni, Milano-Udine 2022  (ISBN 9788857589015)
- M. Serres, Il parassita, a cura di Gaspare Polizzi, Mimesis Edizioni, Milano-Udine 2022  (ISBN 9788857589046)
- Corporeità e natura in Leopardi, Mimesis Edizioni, Milano-Udine 2023  (ISBN 9788857598918)